# Guillaume-René Meignan
Guillaume-René Meignan, francoski rimskokatoliški duhovnik, škof in kardinal, * 12. april 1827, Denazé, † 20. januar 1896.

## Življenjepis
13. junija 1840 je prejel duhovniško posvečenje.
17. septembra 1864 je bil imenovan za škofa Châlonsa; potrjen je bil 27. marca 1865 in 1. maja istega leta je bil posvečen.
20. septembra 1882 je bil imenovan za škofa Arrasa in potrjen je bil 25. septembra istega leta.
10. januarja 1884 je bil imenovan za nadškofa Toursa; potrjen je bil 24. marca in ustoličen je bil 27. maja istega leta.
16. januarja 1893 je bil povzdignjen v kardinala in imenovan za kardinal-duhovnika SS. Trinità al Monte Pincio.